# Rena dissecta
La culebrilla ciega de Nuevo México (Rena dissecta) es una especie de serpiente escolefídia de la familia de los leptotiflópidos que vive en el suroeste y el sur de los Estados Unidos y en el norte de México. Descrita por Cope, 1896.

## Descripción
Supralabiales anteriores divididas, ausencia de postocular, parietales en contacto con las supralabiales posteriores, recuento de escamas mediodorsales y coloración dorsal (rosada, anaranjada o marrón pálido a oscuro).

## Expansión geográfica
La culebrilla ciega de Nuevo México vive en el sur de los Estados Unidos, principalmente en el estado de Nuevo México, pero su hábitat se extiende el sur del Colorado, el oeste de Texas, el oeste de Oklahoma, el este de Arizona y, por el sur, hasta el norte de México. 

## Taxonomía
Ha sido considerada, a veces una especie y otras una subespecie. Investigaciones recientes han vuelto a considerarla una especie en sí misma, debido a sus características morfológicas diferenciadas.  